# Сеута
Сѐута (на испански: Ceuta) е автономен испански град, разположен на средиземноморския бряг на Северна Африка, срещу Гибралтар.
Има площ от 18,5 km2 и представлява полуостров, който е отдалечен на 21 km от испанския бряг. Населението е 84 180 жители (2013). Градът е известен като пункт за нелегална емиграция на африканци към Испания и страните от Европейския съюз. През 2002 година, в опит да намали вълната от нелегални имигранти от Мароко, испанското правителство изгражда петметрова ограда, с телени заграждения около целия град (La Valla de Ceuta) и Мелиля. Оградата и нейната сянка се виждат от сателит и могат да бъдат видени чрез Google Earth.